# Maquimedia
El término maquimedia  se utiliza para referirse a un objeto o sistema que utiliza múltiples medios de expresión (físicos o digitales) para presentar o comunicar información. Los medios usados pueden ser variados, desde texto e imágenes, hasta animación, sonido, video, etc.
Deriva del término quechua (Perú)  “maqui” , que significa mano, y del término  “media” , en alusión al término multimedia. 
En ese sentido, maquimedios son los materiales audiovisuales que se caracterizan principalmente por usar el espacio delantero del emisor, orador o ponente. Esto le permite mantener un contacto visual permanente con los demás participantes.
Otra característica importante es su reducido tamaño, que le permite ser manipulado manualmente. 
Los maquimedios son interactivos, pues el usuario tiene libre control sobre la presentación de los contenidos, acerca de qué es lo que desea ver y cuando; a diferencia de una presentación lineal, en la que es forzado a visualizar los contenidos en un orden predeterminado.
Podemos definir entonces a Maquimedia como el conjunto de medios y materiales educativos manipulables usados entre los interlocutores, que con el apoyo secuencial de  imágenes y textos, sirven para hacer presentaciones con el apoyo verbal del orador. 

## Ámbito de aplicación de los maquimedios
Los espacios de uso del multimedia y maquimedia se comparten en el aula de clases. Pero el multimedia va del aula a grupos mayores (salón de usos múltiples, auditorio, anfiteatro, estadio, megaevento) y el maquimedia se dirige a grupos menores (aula, grupo de trabajo, “mesa”, parejas, enseñanza individualizada).

## Características
Las presentaciones maquimedia, o maquimedios, pueden hacerse mediante diferentes presentaciones, basados principalmente en el material usado:

### Presentaciones de papel o cartulina (Organizadores dinámicos)
Realizados generalmente a partir de una base, con el contenido principal, de la cual surgen los contenidos secundarios (en gráficos y/o textos), en tarjetas que se presentan de manera secuencial mediante un sistema de plegado, articulación o deslizamiento.
Estas presentaciones son también conocidas como organizadores dinámicos del conocimiento (mapa dinámico), o simplemente “organizador dinámico”. Es como si tuviéramos en nuestras manos un “mapa mental dinámico” o un “mapa conceptual dinámico”.

### Presentaciones de tela
Los mandiles y tapetes Cuentacuentos son elementos muy llamativos como apoyo en las narraciones orales.  Cuentan con bolsillos escondidos de donde salen los personajes de la historia.

### Presentaciones digitales
Realizadas usando un soporte digital como porta fotos digital, un IPAD (Tablet PC), Laptop (más incómodo y pesa más), tablet o teléfono inteligente con imágenes prediseñadas o preseleccionadas, e incluso con sonido incorporado.  En la actualidad su  uso es muy simple debido a las pantallas digitales.  Por la experiencia en el uso de estos materiales recomendamos una pantalla con dimensión bruta de máximo 13 pulgadas. Esta medida nos permitiría llevarlo con facilidad en un bolso de mano.
Útil para grupos pequeños, para presentaciones en la oficina o en el trabajo de campo. Estas presentaciones digitales tendrían entonces dos maneras de usarse: una con la pantalla hacia uno, para un uso individual, y segundo, con la pantalla hacia los oyentes, para su uso como maquimedia. Debemos elegir figuras y textos más grandes que una diapositiva común para poder verlas mejor.

## Aplicaciones
Los maquimedios se están usando como material educativo en los niveles de inicial, primaria, secundaria y superior, para las diferentes asignaturas, materias, cursos y carreras.
Se pueden aplicar como motivación de la sesión de aprendizaje, para desarrollar el contenido principal de la clase o para desarrollar el proceso de meta cognición, al finalizar. 
La observación de múltiples sesiones realizadas por niños y adultos, nos demuestran que los maquimedios funcionan como “escudos psicológicos”, mejorando en desempeño de orador. Esto debido a que tiene claves o “ayudas” para la exposición, y el solo hecho de tener algo delante hace que el orador se sienta protegido.
También se ha observado un poderoso efecto en el incremento de la atención de los oyentes, por la información presentada en pequeñas porciones y usando gráficos, lo que genera expectativa.

## Tipos de información maquimedia
- Texto: Corto, resumido.
- Gráficos: Simples, se recomiendan íconos, logotipos y metáforas visuales.
- Imágenes: Sencillas, no recargadas y directamente relacionadas con el contenido desarrollado. Proporcionalmente su tamaño es mayor que el usado en diapositivas.
- Animación: Realizada por mecanismos simples, y manipulados por el orador. Se pueden usar sistemas de palancas simples para lograr el movimiento de los contenidos presentados, sistemas de articulación, plegado y/o deslizamento.
- Sonido: Generalmente emitido por el orador. Es importante poner énfasis en las expresiones de manera que contribuyan con el objetivo de la exposición.

## Historia
El término maquimedia fue presentado en una ponencia presentada en el  Encuentro Científico Internacional ECI 2006: “De Multimedia a Maquimedia: uso creativo de recursos educativos” por José Luis Castillo Córdova. Este evento se realiza todos los años en Lima, capital del Perú. Su trabajo se basó en una propuesta del kirigami 2: papel recortado en movimiento, del cual inicialmente nacieron los organizadores dinámicos y luego se consolidó en la propuesta maquimedia.
En la actualidad es usado por profesores y alumnos en el desarrollo de contenidos en las clases, y se cuenta con una tesis universitaria de Pregrado sustentada y aprobada en la UNASAM, y una tesis de Maestría sustentada y aprobada en la UNCP (Huancayo, Perú) que confirman la validez de la aplicación en el aula de los maquimedios.